# Provincia de Sucumbíos
Sucumbíos es una de las veinticuatro provincias que conforman la República del Ecuador, situada en el norte del país, en la zona geográfica conocida como región amazónica, principalmente en los flancos externos de la cordillera occidental en el oeste y la extensa llanura amazónica al este. Su capital administrativa es la ciudad de Nueva Loja, la cual además es su urbe más grande y poblada. Ocupa un territorio de unos 18 084,42 km², siendo la quinta provincia del país por extensión, detrás de Pastaza, Morona Santiago, Orellana y Manabí. Limita al sur con Napo y Orellana; por el occidente con Carchi, Imbabura y Pichincha; al este con el departamento de Loreto, perteneciente al Perú, y por el norte con los departamentos de Nariño y Putumayo, pertenecientes a Colombia.
En el territorio sucumbiense, habitan 199.014 personas, según el último censo (2022), siendo la décimoséptima más poblada del país y la más poblada de la Amazonía. La provincia de Sucumbíos está constituida por siete cantones, con sus respectivas parroquias urbanas y rurales. Según el último ordenamiento territorial, la provincia de Sucumbíos pertenecerá a una región comprendida también por las provincias de Imbabura, Esmeraldas y Carchi, aunque no esté oficialmente conformada, denominada Norte.
Es uno de los más importantes centros administrativos, económicos, financieros y comerciales de la Amazonía, además es una de las principales provincias que proveen al Estado ecuatoriano del petróleo que se exporta. Las actividades principales de la provincia son la extracción petrolera, el comercio y la agricultura. El comercio en la frontera, que une comercial y turísticamente a Ecuador y Colombia. Las aduanas registran un fuerte intercambio: carros recién ensamblados, productos agrícolas y ropa van y vienen durante los 365 días del año.
Las selvas sucumbienses son cuna de cuatro nacionalidades indígenas de la región amazónica del Ecuador: los cofánes, los quichuas de la Amazonía, los sionas y los secoyas. Tuvo distintos períodos migratorios provenientes como los tucanos y encabellados. La colonización española se dio con la fundación española de Écija en 1558. Durante ese período, la entidad máxima y precursora de la provincia sería el Gobierno de Mocoa y Sucumbíos. Después de la guerra independentista y la anexión de Ecuador a la Gran Colombia, se crea la provincia de Pichincha, el 25 de junio de 1824, en la que dentro de sus límites se encontraba el actual territorio sucumbiense, luego pasaría a ser parte de la gran provincia de Oriente, posteriormente pasaría a formar parte de la provincia de Napo Pastaza y luego de Napo. El 13 de febrero de 1989, se crea la vigésima primera provincia del país: la provincia de Sucumbíos.

## Historia
A mediados del siglo XX, habitaban el lugar tan solo algunos misioneros, caucheros e indios. En la década de los 60, se descubrió petróleo en los suelos del sector, por lo que empezó a llegar gente y se fundó un campamento, que se pobló rápidamente. Gracias a los pozos petroleros, se formó un poblado, y en ese entonces, llegaron colonos, liderados por Jorge Enrique Añazco Castillo, provenientes de la provincia de Loja.
El poblado fue creciendo aceleradamente sin ninguna clase de planificación, tan solo se fundó la Pre-Cooperativa Agrícola y la Junta Promejoras. Donde hoy se levanta el Parque Central, existía una loma, un grupo de hombres la convirtieron en la primera cancha de fútbol de la ciudad.
Los colonos mantuvieron una relación discrepante con el Instituto Ecuatoriano de Reforma Agraria y Colonización (IERAC), porque esta institución no quería que se levante el pueblo en este lugar, pues querían reubicarlos al otro lado del río Aguarico, pero esta propuesta fue rechazada; incluso, tiempo después un campamento que había hecho el IERAC en dicho sitio fue inundado por un desbordamiento del Aguarico. Después de eso el IERAC se asentó en donde actualmente está el estadio "Carlos Vernaza", pero los colonos, encabezados por Carlos Vernaza los desalojaron.
En 1971, se fundó la primera escuela de la ciudad, la "Escuela Lago Agrio", de esta manera aumentó la población del lugar, fundándose la ciudad de "Nueva Loja" legalmente el 5 de mayo de 1971. Más tarde se fundó el "Colegio Nacional Napo". A partir de entonces, Nueva Loja ha sido una de las ciudades con mayor crecimiento poblacional del país, llegando a ser en medio siglo de historia, la ciudad más grande y poblada de la Región Amazónica del Ecuador y una de las 25 más pobladas del país.

## Geografía

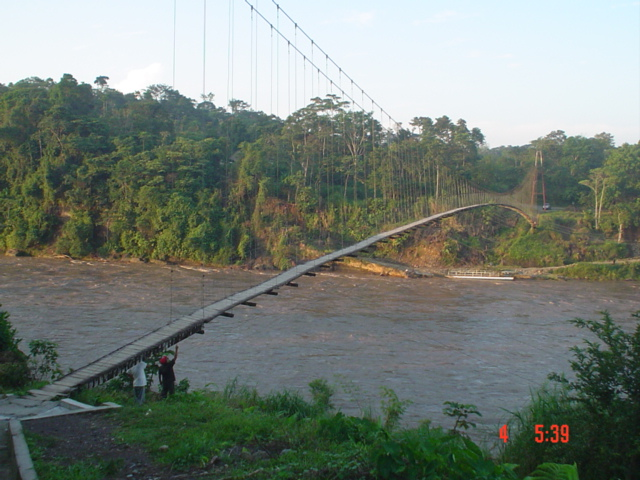
Puente colgante peatonal sobre el río Aguarico, es el más importante de la provincia de Sucumbíos.

En esta provincia se encuentra el volcán Reventador (3562 m). Sus ríos principales provienen de la cordillera Oriental andina. Entre ellos están el San Miguel, Putumayo, Cuyabeno, Cofanes, Aguarico y Güepí.
- Limita al norte con los departamentos de Nariño y Putumayo, en Colombia.
- Al sur con las provincias de Napo y Orellana.
- Al este con el Departamento de Loreto, en Perú.
- Al oeste con las provincias de Carchi, Imbabura y Pichincha.

### Clima
En la parte alta del territorio el clima es de páramo y, a medida que desciende a la selva amazónica, va modificándose debido a la altitud, humedad y viento, que lo convierten en un clima tropical húmedo, muy caluroso. La temperatura promedio es de 28 °C.

## Gobierno y política

### Política
La estructura política de Sucumbíos está conformada por el Gobierno Autónomo Descentralizado Provincial, denominado comúnmente como «Prefectura», la cual es una persona jurídica de derecho público que goza de autonomía política, administrativa y financiera, y ejerce las funciones ejecutivas, legislativas y de fiscalización dentro de la circunscripción territorial de la provincia. La sede de este gobierno seccional está en la ciudad de Nueva Loja, en calidad de capital provincial.
El gobierno provincial está conformado por un prefecto, un viceprefecto y el consejo provincial. El prefecto es la máxima autoridad y representante legal de la función ejecutiva dentro de la provincia y es elegido en binomio junto al viceprefecto por votación popular en las urnas. El consejo provincial es el órgano de legislación y fiscalización del gobierno provincial, y está integrado por el prefecto –quien lo preside con voto dirimente–, el viceprefecto, los alcaldes de los siete cantones sucumbiensces, y cuatro representantes de los gobiernos de las parroquias rurales. En la actualidad, el cargo de prefecto lo ejerce Yofre Poma, elegido para el periodo 2023-2027. 
Paralelo al Gobierno Autónomo Descentralizado Provincial de Sucumbíos, el poder ejecutivo del presidente de la República está representado en la provincia por el gobernador. El cargo de gobernador es ocupado por un individuo designado por el presidente de la República, y puede durar en sus funciones indefinidamente mientras así lo decida el primer mandatario del país. Actualmente, el gobernador de la provincia es Wuilmer Hernán Mora.

### División administrativa

Cantones de Sucumbíos.

Sucumbíos está dividido en siete cantones, que a su vez están conformados por parroquias urbanas y rurales. Cada uno de los cantones son administrados a través de una municipalidad y un consejo cantonal, los cuales son elegidos por la población de sus respectivos cantones. La responsabilidad de estos cantones es realizar el mantenimiento de carreteras, administrar los presupuestos del gobierno del estado para programas de asistencia social y económica, y administrar, infraestructuras tales como parques y sistemas de saneamiento básico.
|  | Cantón          | Población (2022) | Área (km²) | Cabecera cantonal            | Población (2022) |
|  | --------------- | ---------------- | ---------- | ---------------------------- | ---------------- |
|  | Cascales        | 11 744           | 1248       | El Dorado de Cascales        | 2510             |
|  | Cuyabeno        | 8852             | 3875       | Tarapoa                      | 1728             |
|  | Gonzalo Pizarro | 10 356           | 2223       | Lumbaquí                     | 2083             |
|  | Lago Agrio      | 105 044          | 3139       | Nueva Loja                   | 55 627           |
|  | Putumayo        | 9018             | 3559       | Puerto El Carmen de Putumayo | 2012             |
|  | Shushufindi     | 50 826           | 2463       | Shushufindi                  | 16 328           |
|  | Sucumbíos       | 3174             | 1502       | La Bonita                    | 746              |

## Turismo

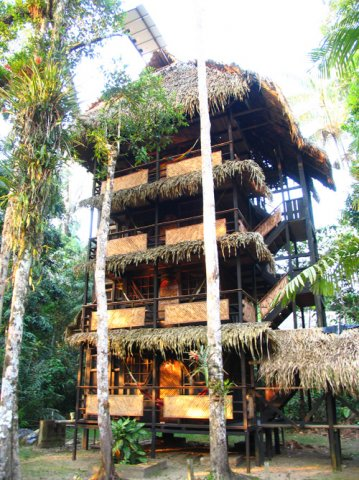
Tapir Lodge, un ejemplo de hotel ecológico en la Reserva de producción faunística Cuyabeno.

A pesar de que el esplendor de la naturaleza es amenazado a diario por las perforaciones petroleras, esta es una provincia bendecida en verdor y vida natural. El principal atractivo turístico de Sucumbíos es la laguna de Cuyabeno, en el sector de Putumayo, que tiene una reserva faunística de importancia.
Turísticamente la fuerza de la provincia es la fauna. Las principales expediciones se dirigen al río Aguarico, en cuyo curso hay algunas hosterías dedicadas al turismo ecológico. Muchos, además, visitan los asentamientos siona-secoyas en los ríos Aguarico y San Miguel.

### Gastronomía
Sus platos típicos son:
- Ceviche de palmito
- Maito de tilapía y cachama
- Chicha de yuca y chonta
- Mayones, o también llamados chontacuros